# Chyliza angrensis
Chyliza angrensis är en tvåvingeart som beskrevs av Albuquerque 1957. Chyliza angrensis ingår i släktet Chyliza och familjen rotflugor. Inga underarter finns listade i Catalogue of Life.